# Алексинский, Константин Гаврилович
Константин Гаврилович Алексинский (1866—после 1934) — русский военный деятель, генерал-майор (1915). Герой Первой мировой войны.

## Биография
В 1884 году после окончания Михайловского Воронежского кадетского корпуса вступил в службу. В 1887 году после окончания Михайловского артиллерийского училища по 1-му разряду произведён в подпоручики и выпущен в 40-ю артиллерийскую бригаду. В 1889 года произведён в поручики, в 1895 году — в штабс-капитаны.
С 1898 года после окончания Михайловской артиллерийской академии по I разряду, произведён в капитаны. С 1902 года подполковник, командир батареи. С 1907 года полковник, начальник артиллерии учебного полигона Одесского военного округа. С 1909 года командир 3-го, с 1910 года 1-го дивизиона 15-й артиллерийской бригады.

С 1914 года участник Первой мировой войны, командир 64-й артиллерийской бригады. С 1915 года генерал-майор, с 1916 года помощник инспектора артиллерии 47-го армейского корпуса, Дунайской армии и Румынского фронта. С 1917 года главный начальник снабжения Румынского фронта. 10 июня 1915 года за храбрость награждён Георгиевским оружием: 
За то, что в бою 24 сентября 1914 года у с.с. Александрово, Марьино, находясь на передовом наблюдательном пункте, в сфере ружейного огня, под жёстким огнём артиллерии противника, настолько умело руководил огнём своих батарей, что артиллерия противника должна была отойти, а пехота его прекратить огонь. Огнём своих батарей решительным образом содействовал успеху наших войск, причём наша пехота взяла штурмом ключ позиции — д. Здрембы
После Октябрьской революции — участник Белого движения в составе ВСЮР. С 1920 года в эмиграции в Югославии; член Общества офицеров-артиллеристов, один из руководителей русской колонии в Крагуеваце. Семья — жена, Наталия Антоновна Алексинская, и четыре дочери: Инна, Ирина, Александра, Мария — осталась в Советской России.
В Одессе жил по адресу: Французский бульвар, дом 19, затем — дом 23.

## В литературе
К. Г. Алексинский был воинским начальником в 64 артиллерийской бригаде будущего писателя Валентина Катаева, который в повести «Зимний ветер» (1960—1961) вывел его как генерала Заря-Заряницкого: «У него было грубое лицо властного, необразованного человека, хотя на правой стороне его груди Петя заметил значки военной академии. Как ни странно, но все четыре дочки были очень похожи на отца, что нисколько не мешало им быть удивительно хорошенькими».
В повести один из главных героев — Петя Бачей дружит с одной из сестер семейства генерала Заря-Заряницкого — Ириной (дочерям литературного персонажа Катаев дал те же имена, то и сестрам Алексинским). Генерала Заря-Заряницкого как «матерого контрреволюционера, вешателя и подлеца» расстреливает друг Пети Гаврик Черноиваненко, а сама Ирина, исполненная злобы («Теперь кончено. Россия должна быть только монархией и ничем другим. А всех большевиков во главе с Лениным надо вздернуть на первой осине»), стреляет в Петю из дамского револьвера, но промахивается.
В жизни с четырьмя дочерьми К. Г. Алексинского В. П. Катаев действительно был хорошо знаком, влюблен в среднюю по возрасту дочь генерала Алексинского Ирину (1900—1927), посвящал ей свои стихи:
Так не похожих друг на друга,
Зачем столкнула нас судьба?
Ты — хрупкий снег. Я — ветер с юга.
Так не похожих друг на друга,
Как день и ночь, как зной и вьюга,
Как утомленность и борьба,
Так не похожих друг на друга,
Зачем столкнула нас судьба?
Романтические отношения Валентина Катаева и Ирины Алексинской закончились в 1919 году. В 1927 году Ирина Константиновна умерла от туберкулеза. Похоронена на Втором Одесском кладбище. Там же похоронены ее сестра Инна (ум. в 1970-е годы) и их мать — Наталия Антоновна (ум. в 1947). Александра Константиновна Алексинская в 1980-е годы по-прежнему жила в Одессе на Французском бульваре.
После выхода в свет повести В. П. Катаева «Зимний ветер», сестры Алексинские написали возмущенное письмо писателю, за то, что он выставил всю их семью в негативном свете. На что Катаев ответил: «<…> Вы неправы, обвиняя меня в том, что я вывел в своем романе „Зимний ветер“ Вашу семью. Это недоразумение, основанное на деталях. Я создал обобщенную „семью Заря Заряницких“, в которую вошли десятки, а может быть и сотни подробностей взятых из множества похожих семейств, в том числе и вашего. В том то и заключается наше писательское ремесло, чтобы обобщать. Когда Чехов написал „Попрыгунью“ — художник Левитан подумал, что Чехов изобразил его, ужасно рассердился, и дело чуть не дошло до дуэли: были похожие подчеркнуто детали, чего не понял Левитан. Если я причинил Вам неприятности и тем более душевную боль, то простите меня. Мне не нужно говорить Вам, как я вас всех любил и люблю до сих пор. Вы должны это чувствовать. Ваши имена не столь самобытны, чтобы служить прямым указанием на семью. „Пироговская“ тоже взята вообще, потому что я там жил. Да и квартира описана совсем другая. Повторяю, если я причинил Вам невольно неприятности — простите меня. Вы должны понять, что у писательства есть свои великие законы, которые очень трудно перешагнуть». В 1960-е годы сестры Алексинские вернули Катаеву его письма, написанные Ирине Константиновне.

## Награды
- Орден Святого Станислава 2-й степени (1905)
- Орден Святой Анны 2-й степени (1911)
- Орден Святого Владимира 4-й степени с мечами и бантом (ВП 20.05.1915)
- Орден Святого Владимира 3-й степени с мечами (ВП 29.05.1915)
- Георгиевское оружие (ВП 10.06.1915)
- Орден Святого Станислава 1-й степени с мечами (ВП 5.12.1915)
- Орден Святой Анны 1-й степени с мечами (ВП 20.03.1917)